# Ophiomyia crotalariella
Ophiomyia crotalariella är en tvåvingeart som beskrevs av Spencer 1990. Ophiomyia crotalariella ingår i släktet Ophiomyia och familjen minerarflugor.
Artens utbredningsområde är Kenya. Inga underarter finns listade i Catalogue of Life.